# 大龍院 (名古屋市)
大龍院（だいりゅういん）は、愛知県名古屋市北区にある真言宗醍醐派の寺院。

## 歴史
応永2年（1395年）11月、当地の村瀬氏から出た修験者が一宇を建てて不動明王を安置したのが始まりとされる。後になって秋葉三尺坊を祀るなど長らく修験の道場で、江戸時代には犬山城主で尾張藩家老を務めた成瀬氏など武士からの篤い信仰を受けた。1868年（明治元年）に神仏分離令が発布されたのち、1872年（明治5年）に修験道が禁止されたため、1873年（明治6年）より醍醐派に属している。1891年（明治24年）10月28日に発生した濃尾地震で倒壊の憂き目を見たが、1893年（明治26年）10月に再建された。

## 古文書での言及
郡村徇行記の光音寺村の条において以下の記述がある。
秋場宮界内三畝御除地、一畝廿三歩村除、修験大龍院宰之、此秋場ノ像ハ、応永年中ノ比、濃州高洲清宝院天元ト云修験、遠州秋葉山ヘ七十七度参詣ノ上授リ、宝永六丑年霊夢ニ因テ此地ニ安置スト也